# Makakaber
Makakaber (Macaca) er en abeslægt af marekattefamilien. Der er 23 arter. Makakaberne er vidt udbredte i Asien. En enkelt art, berberaben lever i Afrika og Europa (Gibraltar). De er den primat-slægt (bortset fra mennesker) som har det største udbredelsesområde.
Makakaber er alle frugtspisere, men deres kost omfatter ofte også frø, blade, blomster og andre plantematerialer. Nogle arter spiser også smådyr. Makakaber lever i sociale grupper der kan have 50 eller flere individer.
Mange makakaber bruges som forsøgsdyr, så deres anatomi, fysiologi og adfærd i fangenskab er velkendte, men den naturlige adfærd og økologi er mindre kendte for mange arter.